# Îndrăznețul Pardaillan
Îndrăznețul Pardaillan (titlul original: în franceză Hardi Pardaillan!) este un film de capă și spadă, coproducție franco-italiană realizat în 1964 de regizorul Bernard Borderie, după al patrulea roman din seria Cavalerii Pardaillan (Les Pardaillan) a scriitorului Michel Zévaco, protagoniști fiind actorii Gérard Barray, Valérie Lagrange, Guy Delorme și Philippe Lemaire. 

## Conținut
Regele Henri III trebuie să fugă la Chartres din cauza simpatiei sale pentru hughenoți pentru gare a căzut în dizgrație și este asediat de ducele de Guise. Îl instruiește pe Pardaillan să ceară ajutor lui Henric de Navarra. Pentru aceasta el trebuie să străpungă liniile inamice ca să ajungă la el, însoțit de Yvon și Charles de Angoulême, trebuind să zădărnicească intrigile Ducelui de Guise. Cel mai aprig dușman este Bianca Farnèss, iubita lui Henry de Navarra. Însă Henric al Navariei încerca și el să îl omoare pe Henric al III-lea.

## Distribuție
- Gérard Barray – cavalerul Jean de Pardaillan
- Valérie Lagrange – Bianca Farnèse
- Philippe Lemaire – ducele Charles de Angoulême
- Guy Delorme – Maurevert
- Jean Topart – ducele de Guise
- Robert Berri – „Gueule d’amour”, hangița
- Jacques Castelot – Henri III
- Jean-Roger Caussimon – Ruggieri
- Francis Claude – Henric de Béarn
- Jacqueline Danno – Catherine de Clèves
- Sophie Hardy – femeia tânără pe drum
- Jacques Mignot – Jacques Clément
- Christiane Minazzoli – ducesa de Montpensier
- Isa Miranda – Caterina de Medici
- Moustache – Le cuisinier
- Caroline Rami – La Roussette
- Henri Attal – un om al ducelui de Guise
- Yvan Chiffre – Yvone
- Henri Cogan – un zbir al ducelui de Guise
- Françoise Giret – o femeie de la piață
- Jacques Hilling – notarul

## Critici
„Un film de aventură superficial, distractiv, în costume din secolul al XVI-lea, conform regulilor genului. ”—Lexiconul german al filmelor internaționale

## Locuri de filmare
Filmările exterioarelor acestui film  s-au executat majoritar în castele de pe Valea Loarei dar și în localități din împrejurimi, unde au avut loc acțiunea filmului, în districtele:
- Maine-et-Loire : Castelul de Brézé, Montreuil-Bellay (Castelul Montreuil-Bellay), Chênehutte-Trèves-Cunault (Biserica Saint-Aubin de Trèves)
- Eure-et-Loir : Catedrala Notre-Dame din Chartres
- Loir-et-Cher : Castelul Blois, Chaumont-sur-Loire
- Loire-Atlantique : fr:Château de la Bretesche (Castelul Bretesche)

Locuri de filmare ale exterioarelor
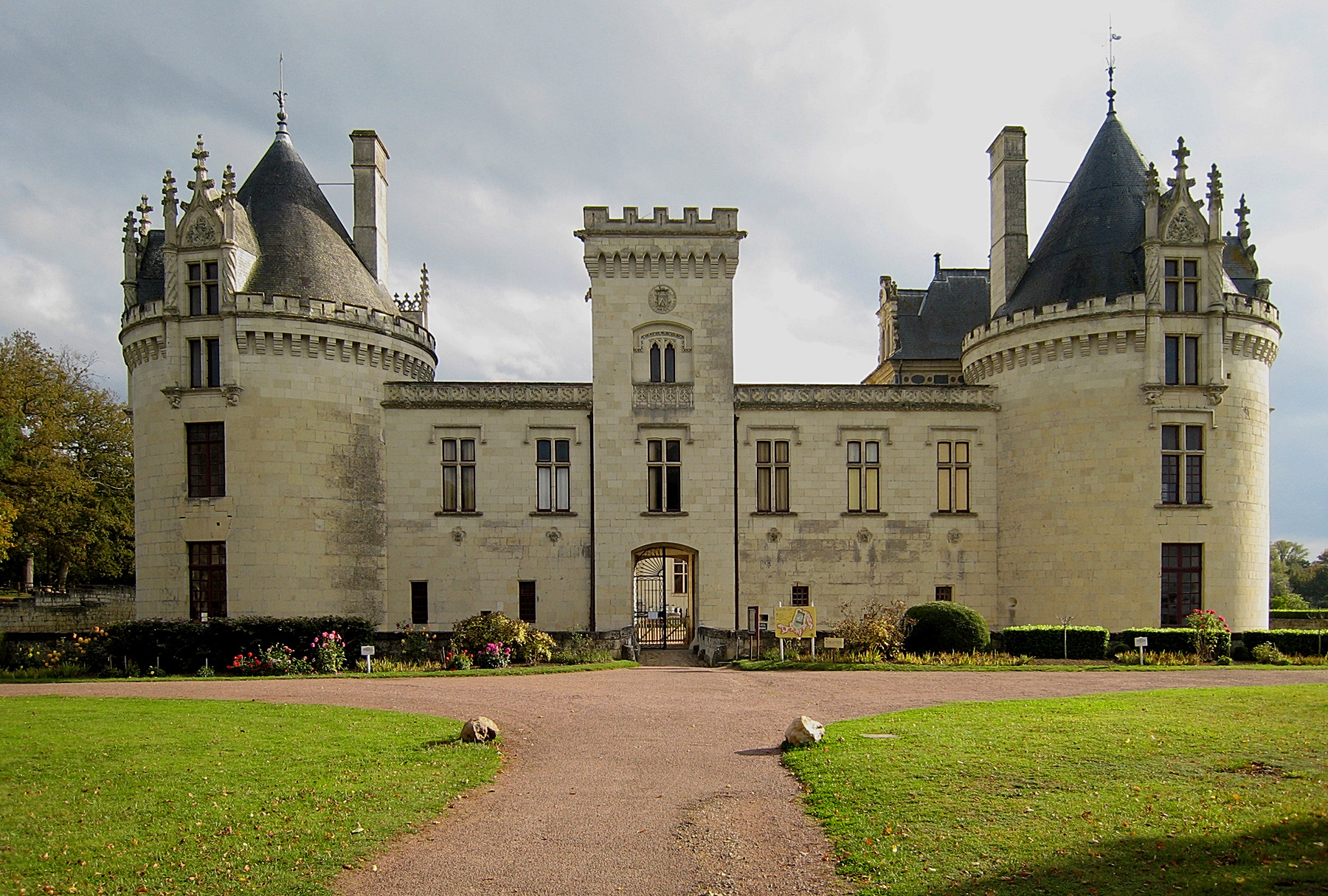
Castelul Brézé
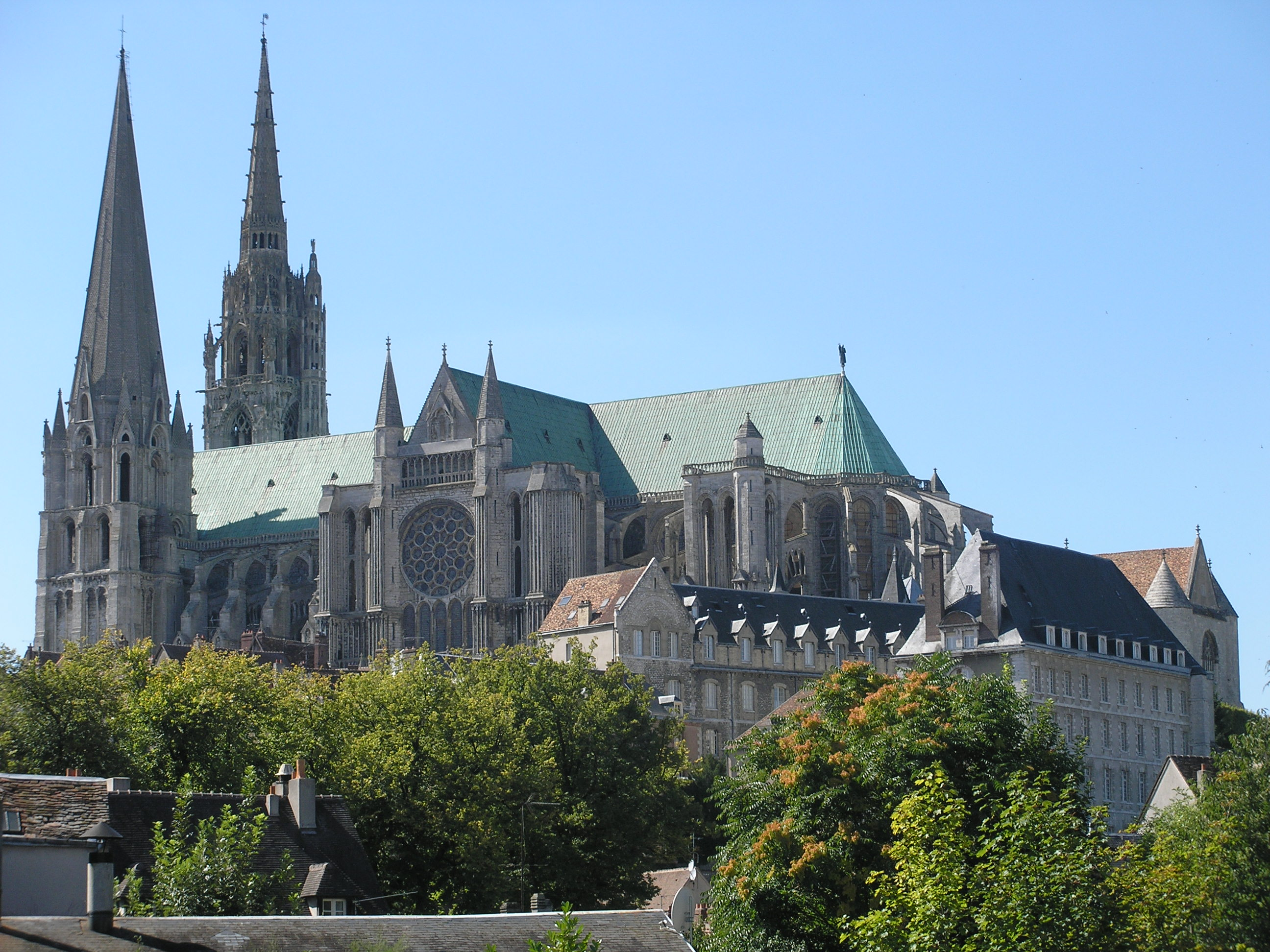
Catedrala din Chartres
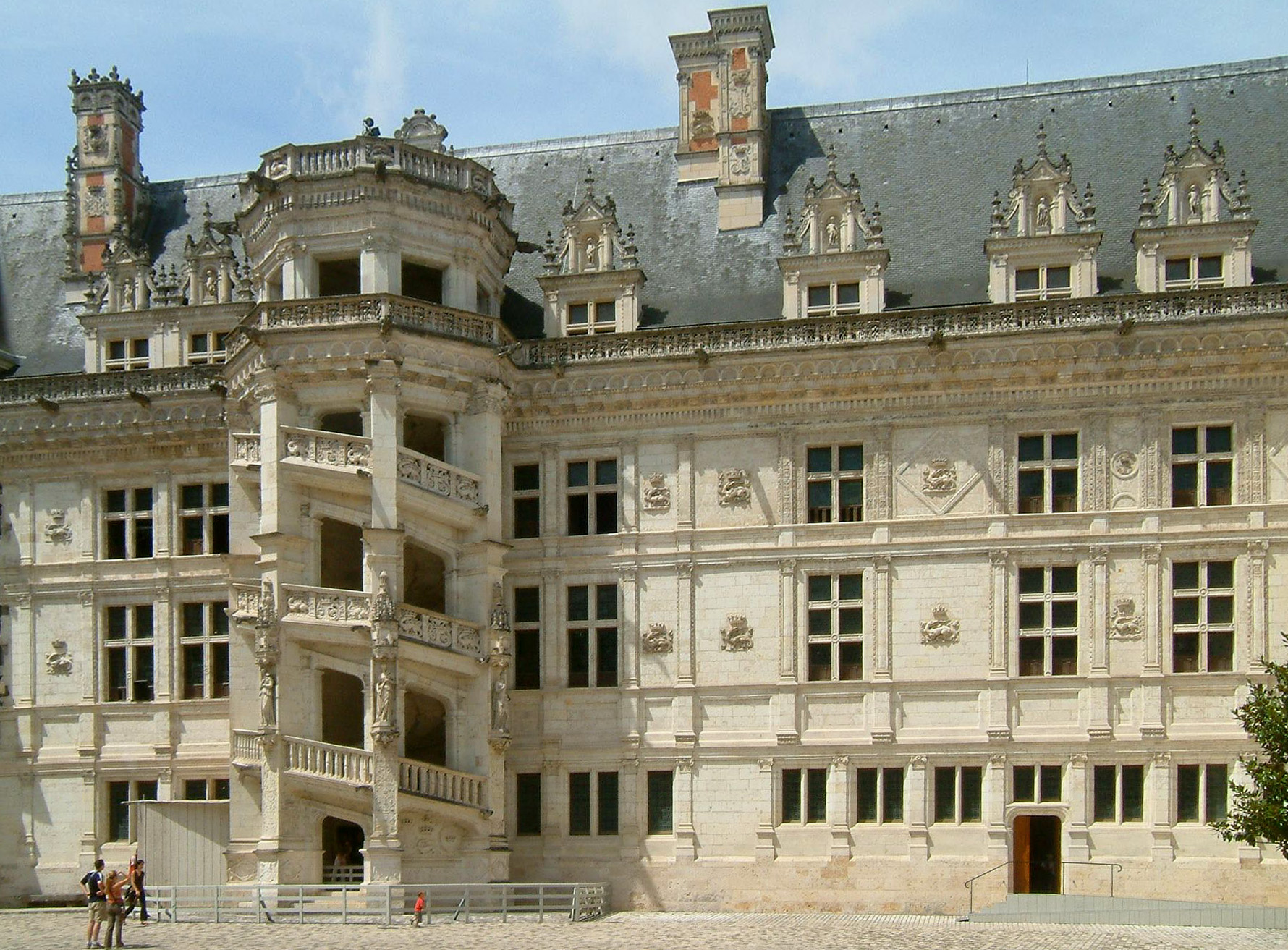
Castelul Blois, curtea interioară cu scara spirală
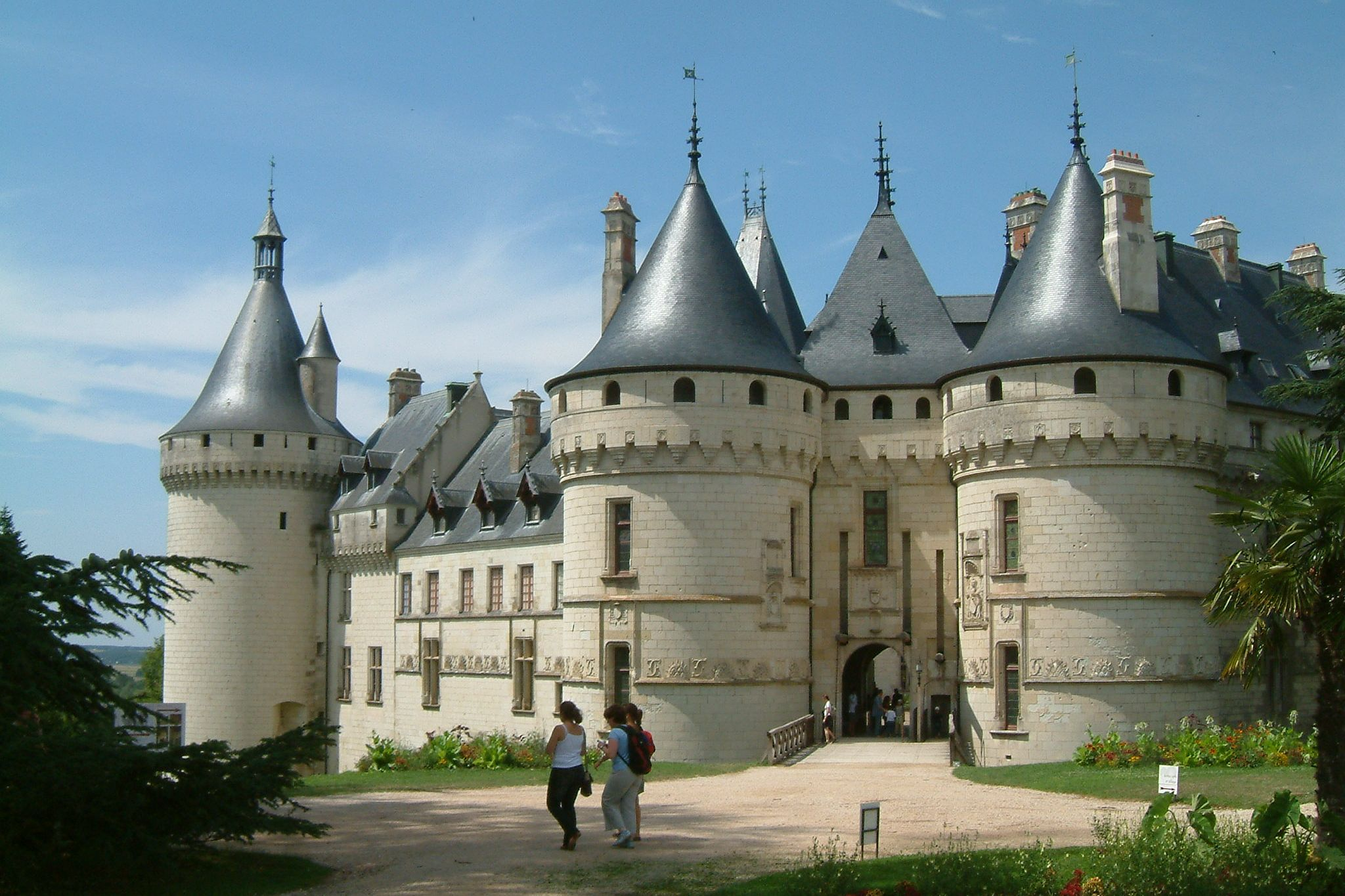
Castelul Chaumont sur Loire
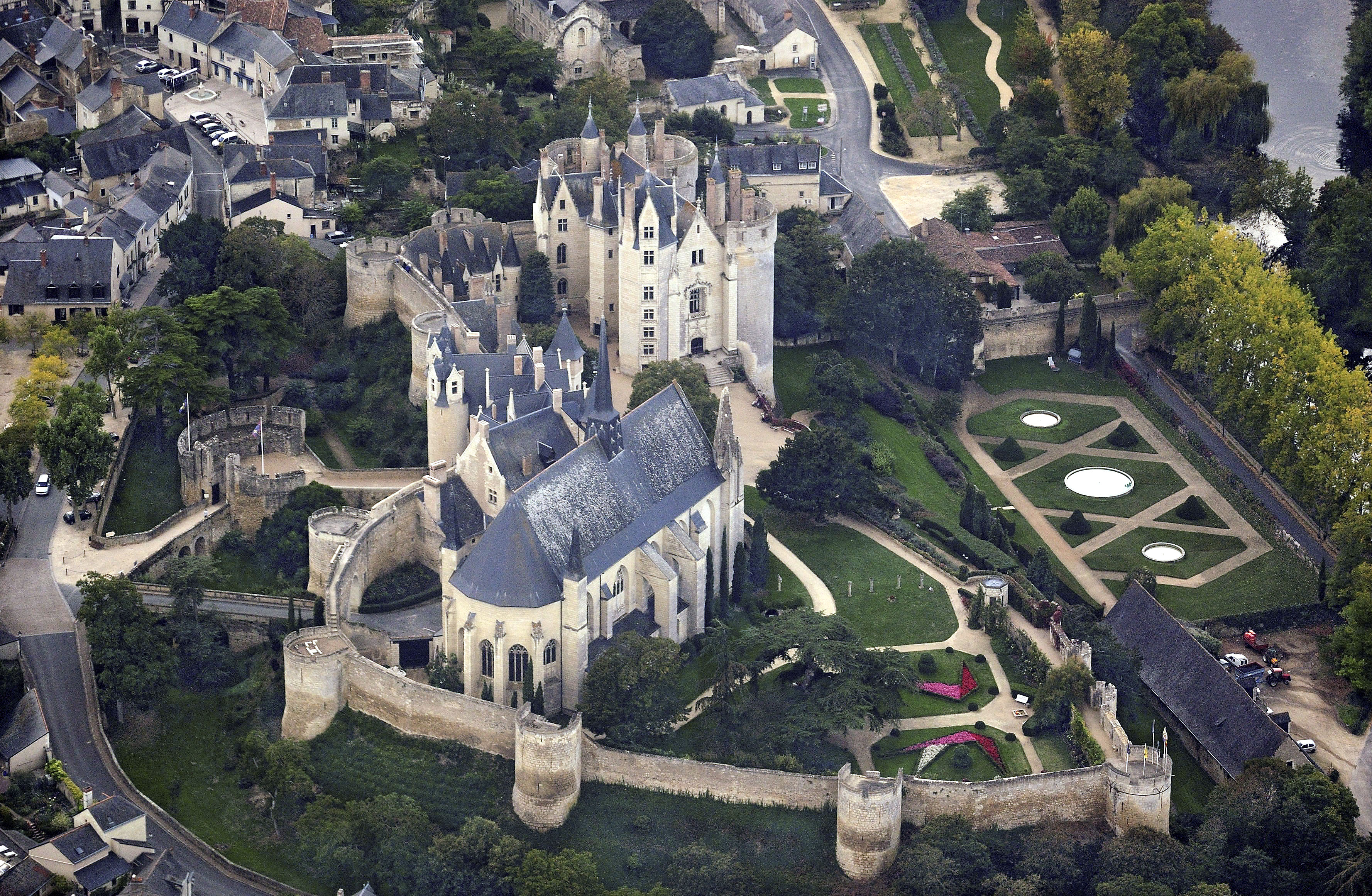
Castelul Montreuil-Bellay
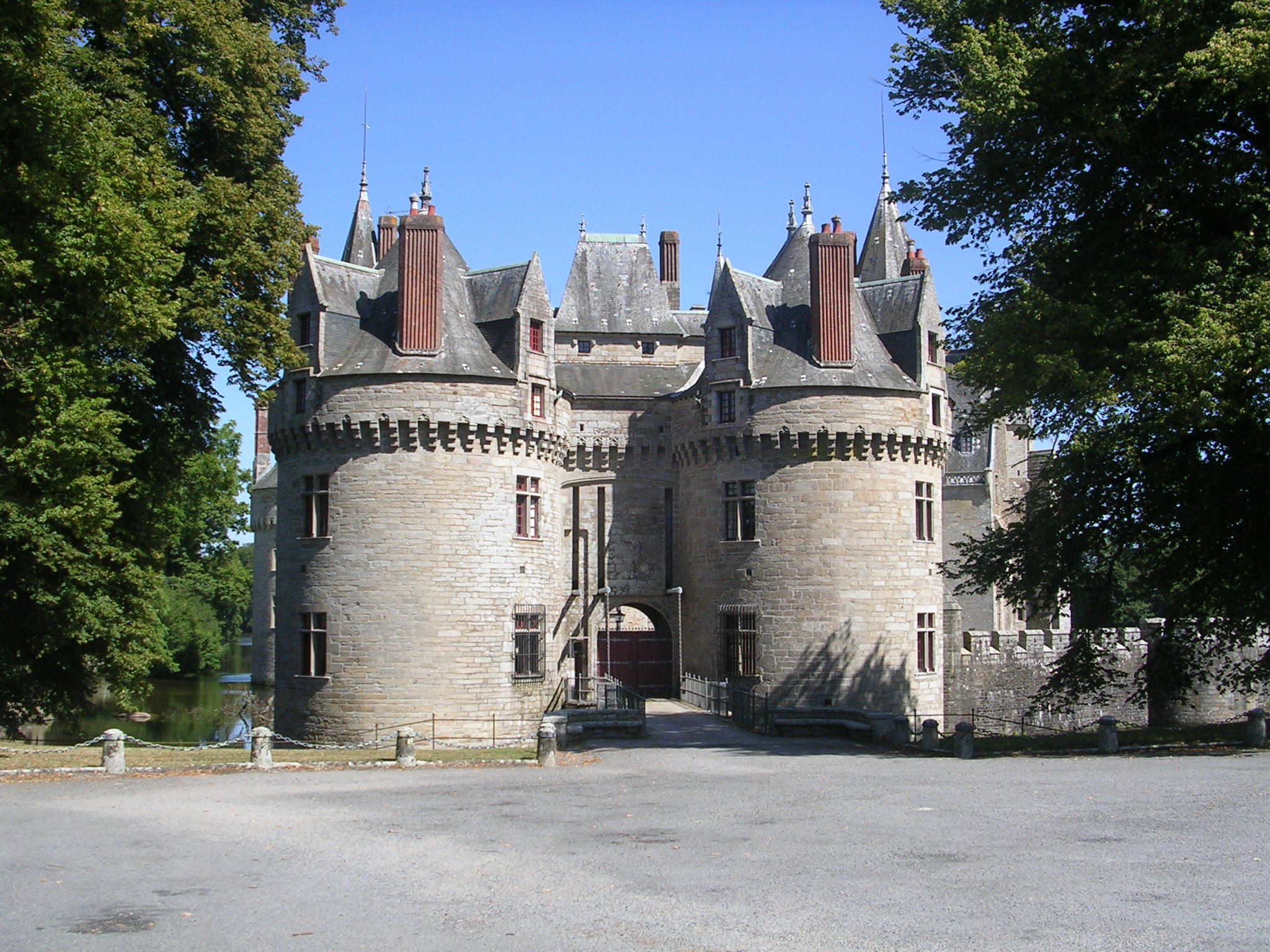
Castelul Bretesche
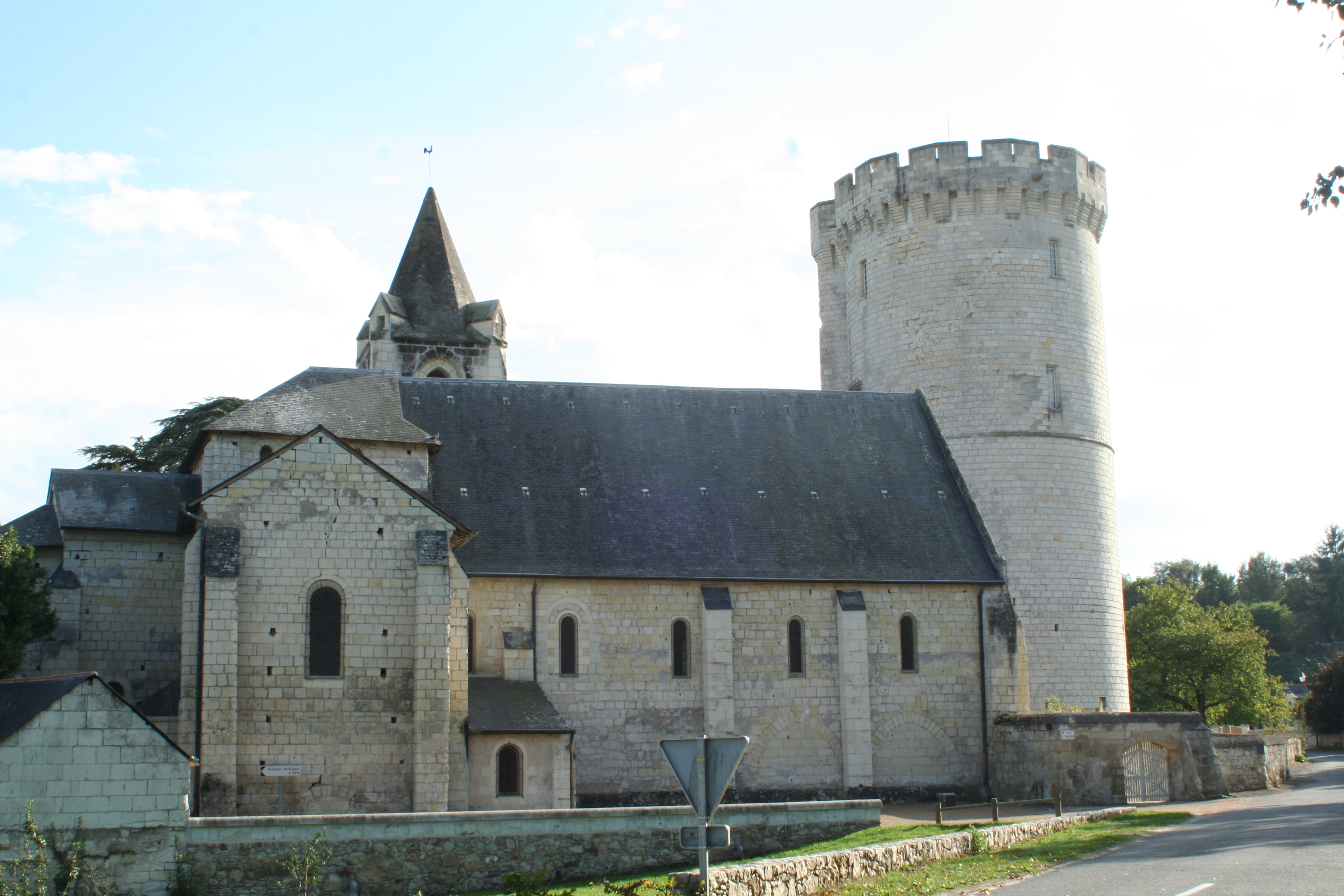
Biserica Saint-Aubin de Trèves